# Homeでんわ
homeでんわは、NTTドコモが2022年3月29日から提供を開始した、固定電話からの発受信ができるLTE回線を利用した電話サービスである。
利用するには専用端末「homeでんわ HP01」を固定電話に回線をつなぐ必要があるが、それを除けば特別な工事や工具なしで利用でき、また固定電話の電話機・電話番号（ただしNTT東日本・西日本地域会社の加入電話で払い出された電話番号=ISDN・並びに他社への番号ポータビリティしたものも含む。ひかり電話は利用不可）がそのまま利用できる。
NTTドコモがこの固定電話の発着信サービスを提供するようになったきっかけについては、ドコモが提供する固定ブロードバンド接続サービス「ドコモ光」を実施しており、「home5Gを提供する以上は電話サービスを埋めていく必要があった」としたが、home5Gとhome電話のサービス提供に間を開けた理由として「（home5Gの）利用者の意見を聞きたかった」（NTTドコモ 光ブロードバンド事業推進部 サービス企画担当部長・滝澤暢）とのことであった。
またNTTグループ内で固定電話のサービスは東西両地域会社が長年にわたり提供してきたため、homeでんわを開始すると、グループ内での調整や干渉が発生する可能性も高くなるが、「東西両地域会社との調整は特に行っていない」（NTTドコモ 光ブロードバンド事業推進部 事業企画担当課長・斎藤嘉平）が、実質的に親会社の持ち株会社・日本電信電話（NTT）が調整役として連絡を取り合ったともされている。そのため、「NTT東西両地域会社から他社に流出している部分をNTTグループやドコモとして取っていく」という姿勢（斉藤）を見せているといわれている。
なお、NTTグループ内においての家庭用電話の長距離通信部門は、1999年の持ち株会社移行後、持ち株会社・NTT直下→のちにグローバル持ち株会社・NTT,Inc.傘下にあったNTTコミュニケーションズが担当していたが、2022年にNTTコムがNTTドコモ傘下に移行したことにより、NTTドコモが携帯電話・インターネット事業を含め事実上の一元管理で納めるようになった。